# Вилланова-Трускеду
Вилланова-Трускеду (итал. Villanova Truschedu) — коммуна в Италии, располагается в регионе Сардиния, в провинции Ористано.
Население составляет 321 человек (2008 г.), плотность населения составляет 19 чел./км². Занимает площадь 17 км². Почтовый индекс — 9084. Телефонный код — 0783.
Покровителем коммуны почитается святой апостол Андрей, празднование 30 ноября.

## Демография
Динамика населения:

## Администрация коммуны
- Официальный сайт: